# Смирнов, Валерий Павлович
Валерий Павлович Смирно́в (род. 4 июля 1956 года, Одесса) — одесский писатель, написал более чем 50 книг. Увлекается рыбалкой и охотой.
В 1997 году по итогам Международной книжной выставки «Зелёная волна» был признан самым читаемым писателем Украины. Первый из всех родившихся в Одессе писателей, чьи книги были изданы в родном городе стотысячными тиражами. Является признанным знатоком одесского языка.

## Книги

### Детективные романы
- «Чужая осень» первая книга серии об антикваре — фехтовальщике, (ВПТО «Киноцентр» Одесское межобластное объединение, 1991)
- «Транзит через Одессу»
- «Лицензия на убийства»
- «Ловушка для профессионала»
- «Белый ворон»
- «Тень берсерка»
- «Коготь дьявола», в 2-х т., детективный роман о рукописях караимов.

### Сатирические криминальные романы
- «На Молдаванке музыка играла», 1 кн. серии об аферистах Капоне, Славке и Майке Пилипчук.
- «Операция „Гиппократ“» 2 кн..
- «Золото мистера Дауна» 3 кн.
- «Гроб из Одессы»

### Сборники юмористических рассказов
- «Или!»
- «Картина»
- «Посмотри на Дюка с люка»
- «Как на Дерибасовской угол Ришельевской»

### Учебникипорыбной ловле
- «Волшебная мормышка» («Друк», Одесса, 1992)
- «Формула клева»
- «Слагаемые успеха» («Аллюр-Полиграф», Одесса, 2005)

### Ободесском языке
- Полутолковый словарь одесского языка / В. П. Смирнов. — Одесса: Друк, 2002. — 276 с. — ISBN 966-8099-22-2
- Большой полутолковый словарь одесского языка / В. П. Смирнов. — Одесса: Друк, 2003. — 485 с. — ISBN 966-8099-22-2
- Таки да большой полутолковый словарь одесского языка. В 4-х томах / В. П. Смирнов. — Одесса: Полиграф, 2005. — ISBN 966-8788-08-7
- Умер-шмумер, лишь бы был здоров! Как говорят в Одессе / В. П. Смирнов. — Одесса: Полиграф, 2008. — 285 с. — ISBN 978-966-8788-61-1
- Одесский язык / В. П. Смирнов. — Одесса: Полиграф, 2008. — 95 с. — ISBN 978-966-8788-63-5
- Одесса таки ботает!: одесско-блатной словарик / В. П. Смирнов. — Одесса: Полиграф, 2008. — 154 с. — ISBN 966-8788-62-1, ISBN 978-966-8788-62-8
- Русско-одесский разговорник / В. П. Смирнов. — Одесса: Полиграф, 2008. — 160 с. — ISBN 978-966-8788-66-6
- Одесский анекдот / В. П. Смирнов. — Одесса: Полиграф, 2009. — 192 с. — ISBN 978-966-8788-84-0
- Крошка Цахес Бабель / В. П. Смирнов. — Одесса: Полиграф, 2010. — 318 с. — ISBN 978-966-8788-93-2

## Экранизации
- 2018 — Сувенир из Одессы — по мотивам одесских рассказов.